# Ljetna univerzijada 2005.
XXIII. Ljetna univerzijada održana je u turskom gradu Izmiru od 11. do 22. kolovoza 2005. godine.
Najviše je odličja osvojila Rusija (26 zlata, 16 srebara, 23 bronce; ukupno 65 odličja), dok je domaćin Turska na osmom mjestu s 10 zlata, 11 srebara i 6 bronci (ukupno 27 odličja). Hrvatska je na 22. mjestu s dva i to zlatna odličja.

## Športovi
- atletika
- košarka
- mačevanje
- plivanje
- nogomet
- skokovi u vodu
- vaterpolo
- športska gimnastika
- ritmička gimnastika
- tenis
- odbojka

Demonstracijski športovi
- hrvanje
- streličarstvo
- taekwondo
- jedrenje